# Evan Jonigkeit
Evan Jonigkeit (25 de agosto de 1983) es un actor estadounidense conocido por sus papeles en películas como X-Men: días del futuro pasado, Bone Tomahawk o Easy. También ha dado vida al capitán Chesterfield en la teleserie Frontier, de Discovery Canada.

## Biografía
Jonigkeit se crio en Bucks Count, Pensilvania, y se graduó en el instituto de Neshaminy en 2001. Consiguió ser aceptado en la Universidad del Temple con una beca de béisbol, pero tras sufrir una tendinitis dirigió sus pasos hacia el teatro. En 2013, Jonigkeit inició una relación con Zosia Mamet y el 2 de octubre de 2016 la pareja se casó.

## Carrera
Tras trabajar un tiempo en los teatros de Filadelfia, Jonigkeit fue seleccionado por agencia de Nueva York y protagonizó en Broadway, en 2011, la obra de teatro High, lo que le llevó a protagonizar la obra de Broadway The Snow Geese junto a Mary-Louise Parker en 2013.
En 2014, Jonigkeit hizo su debut en la pantalla grande en X-Men: días del futuro pasado interpretando el papel de Sapo, el villano de los libros de cómic.
En 2015, protagonizó junto a Kurt Russell la película Bone Tomahawk en el papel de Nick. En el mismo año esté lanzado para jugar Capitán Chesterfield en la frontera de serie de Canadá de Descubrimiento. Ese mismo año fue elegido para interpretar al Capitán Chesterfield en la serie Frontier, de Discovery Canada.
Jonigkeit y su productora, Rooster Films, produjeron su primer cortometraje, Mildred & The Dying Parlor, protagonizado por Steve Buscemi y Jane Krakowski. En 2017, produjo un evento en vivo en Facebook llamado: Stand For Rights: A Benefit for the ACLU with Tom Hanks, que le valió una nominación al premio Primetime Emmy, además de coproducir los ESPY.
En 2017, Jonigkeit junto a la actriz Zosia Mamet, conocida por su actuación en la serie Girls, se asociaron con la revista Refinery29 para producir una serie titulada Fabled.

## Filmografía

### Actor
| Año  | Título                       | Papel                   | Notas                                                               |
| ---- | ---------------------------- | ----------------------- | ------------------------------------------------------------------- |
| 2007 | Sarah + Dee                  | Niño rico               | Corto                                                               |
| 2008 | Chica de calendario          | Phil                    | Corto                                                               |
| 2008 | Miles para Ir                | Kirk                    | Corto                                                               |
| 2010 | El Regalo                    | Mike                    |                                                                     |
| 2014 | X-Men: Días de Pasado Futuro | Sapo                    |                                                                     |
| 2015 | Bone Tomahawk                | Diputado Nick           |                                                                     |
| 2016 | Whiskey Tango Foxtrot        | Lance Corporal Coughlin |                                                                     |
| 2016 | Tallulah                     | Nico                    |                                                                     |
| 2016 | Informe Lennon               | Dr. David Halleran      |                                                                     |
| 2016 | Mildred & The Dying Parlor   | Howard                  | Corto                                                               |
| 2016 | Goldbricks En flor           | Joe                     |                                                                     |
| 2017 | New Jersey valiente          | Sparky                  | Premio de Festival de cine del Phoenix para Mejor Ensemble Actuando |
| 2017 | Kate no Puede Nadar          | Mark                    | También codirector                                                  |
| 2020 | The Night House              | Owen                    |                                                                     |
| 2021 | Together Together            | Bryce                   |                                                                     |
| 2023 | Somebody I Used to Know      | Chef Jamie              |                                                                     |
| 2023 | Manodrome                    | Brad                    |                                                                     |

| Año           | Título                       | Programa             | Notas                                                          |
| ------------- | ---------------------------- | -------------------- | -------------------------------------------------------------- |
| 2007          | Viajes misteriosos           | Prisionero           | Episodio: "Prisión de Horrores: Oriental Estatal Penitentiary" |
| 2010          | Cuando las Vueltas Mundiales | Craig Bellhop        | Episodio: "#1.13834"                                           |
| 2014          | Chicas                       | Parker               | 2 episodios                                                    |
| 2014          | La Mujer Buena               | Gus Pawlicky         | Episodio: "Asuntos de Trust"                                   |
| 2016          | Ciudad ancha                 | Carl Schiff          | Episodio: "Filadelfia"                                         |
| 2016          | Unbreakable Kimmy Schmidt    | Bob Thomstein        | Episodio: "Kimmy Conduce un Coche!"                            |
| 2016          | Fácil                        | Mate                 | 2 episodios                                                    |
| 2016–presente | Frontera                     | Capitán Chesterfield | La serie Regular                                               |

### Productor
| Año  | Título                                                          | Función             | Notas |
| ---- | --------------------------------------------------------------- | ------------------- | --- |
| 2016 | Mildred & The Dying Parlor                                      | Productor ejecutivo | Corto |
| 2017 | Posición Para Derechos: Un Beneficio para el ACLU con Tom Hanks | Productor ejecutivo | Vivo especial;Premio de Emmy de Horario de máxima audiencia Nominado para Consecución Creativa Excepcional en Medios de comunicación Interactivos Dentro de un Unscripted Programa |
| 2017 | Kate no Puede Nadar                                             | Productor ejecutivo | Completado |
| 2017 | Ser la Pelota                                                   | Productor ejecutivo | Filmación; Documental |

## Teatro
| Año  | Título              | Función         | Notas                     |
| ---- | ------------------- | --------------- | ------------------------- |
| 2011 | Alto                | Cody Randall    | Teatro de cabina          |
| 2013 | Los Gansos de Nieve | Duncan Gaesling | Samuel J. Friedman Teatro |
| 2013 | Realmente Realmente | Jimmy           | Lucille Lortel Teatro     |